# Saikai no chi to bara
«Saikai no chi to bara» (再会の血と薔薇?) —en español: «Reunión de sangre y rosas»— Es el octavo sencillo de la banda japonesa Malice Mizer lanzado el 3 de noviembre de 1999.
Alcanzó el número 17 en el ranking del Oricon Style Singles Weekly Chart y se mantuvo durante cuatro semanas en la lista.

## Lista de canciones
| (CD) y (LP) |                                          |              |        |          |  |
| N.º         | Título                                   | Letras       | Música | Duración |  |
| 1.          | «再会の血と薔薇 (Saikai no chi to bara)» | Malice Mizer | Mana   | 5:36     |  |
| 5:36        |                                          |              |        |          |  |

| (VHS) 再会の血と薔薇 ～de l'image～ |                                                |              |        |          |  |
| N.º                                 | Título                                         | Letras       | Música | Duración |  |
| 1.                                  | «再会の血と薔薇 PV (Saikai no chi to bara PV)» | Malice Mizer | Mana   | 6:00     |  |
| 6:00                                |                                                |              |        |          |  |